# Sonia Delaunay
Sonia Delaunay (Gradijszk, Ukrajna, 1885. november 14. – Párizs, 1979. december 5.) ukrán származású francia festő, textiltervező, Robert Delaunay felesége, az orfizmus képviselője.

## Élete, munkássága
Sonia Delaunay Sarah Stern néven született 1885-ben. Az egyes forrásokban szereplő november 4. az ortodox naptár szerinti dátumot jelöli. Gyermekkoráról elég keveset lehet tudni, ezt a korszakot önéletrajzában is csak vázlatosan ismertette. 
1890-től anyja bátyjánál, Henri Terknél nevelkedett Szentpétervárott. Nagybátyja sikeres és tehetős zsidó jogász volt, aki adoptálta a kislányt, aki ettől kezdve Szonja Terk néven szerepelt. Kitűnő neveltetést biztosított számára, a legjobb iskolákba járatta, nyarait Finnországban töltötte, beutazták egész Európát, ahol megismertette a legnevesebb múzeumokkal, képtárakkal.
Tizennyolc éves korában tanára javaslatára Németországba, Karlsruhéba ment egy művészeti iskolába. 1905-ig tanult itt, majd – miután elolvasta Julius Meier-Graefe könyvét Manet-ről – a művészet fővárosába, Párizsba költözött. Itt beiratkozott az Académie de la Palette-re a Montparnasse-on. Az iskola módszerei nem nyerték el tetszését, ezért inkább a párizsi műkereskedéseket, galériákat járta, ahol megismerkedett a kor festészeti törekvéseivel, a posztimpresszionista művészek (Vincent van Gogh, Paul Gauguin és Henri Rousseau) és a fauve-ok, Henri Matisse és André Derain alkotásaival. 1908-ban kiállított a fauve-okat támogató homoszexuális Wilhelm Uhde galériájában, akihez férjhez ment. A kiállítás és Uhde révén némi ismertségre és kapcsolatokra tett szert.
Sonia 1909-ben találkozott Robert Delaunay-val, és – miután elvált Uhdétől – a következő év novemberében összeházasodtak. Ekkor Sonia már Robert gyermekét hordta a szíve alatt, aki 1911 januárjában született meg. Sonia készített patchwork technikával egy geometrikus mintákból álló színes paplant fia számára, a darab ma a Musée National d’Art Moderne tulajdonában van. Ezt tartják művészetében annak a pillanatnak, amikor elszakadt a természettől és a perspektívától. 
Kezdetben férje stílusát követte, de csakhamar kialakult saját kifejezésmódja, és a kubista irányban már nem követte Robert Delaunay-t. Azt az irányt vitte tovább, amit Apollinaire orfizmusnak nevezett: a fény és a színek előrébb valóságát hirdető stílust. A színeket olyan geometriában és csoportosításban helyezte el, amely módon a színek ellentéteikkel fokozzák egymás hatását, ezt ő „szimultanizmus”-nak nevezte. Könyvborítókat, textileket, párnákat, papírkollázsokat tervezett ebben a stílusban, és „szimultán színű” ruhákat tervezett magának. 1913-ban Robert-rel együtt állított ki Berlinben, ahol bemutatta az első „szimultán könyvet”, amely Blaise Cendrars költeményeit tartalmazta. Az első világháború idején Spanyolországban és Portugáliában éltek férjével. Az itteni napfény tovább fejlesztette a fény és a színek iránti érzékenységét, és törekvéseit a festményeken kívül cserépedényekre is kiterjesztette. Gyagilevvel való találkozásuk nyomán kosztümöket tervezett a Kleopátra című balett számára, a díszleteket pedig Robert Delaunay tervezte és festette.
Párizsba 1920-ban tértek vissza, és ezután textiltervezésbe fogott: a hagyományos motívumokat geometrikus mintákkal cserélte fel, olyan élénk színeket alkalmazva, amelyek addig teljesen szokatlanok voltak. A vezető divatcégek alkalmazták kelméit, de hatásuk kiterjedt a díszítőművészet, a dekoráció szinte minden területére. Az ilyen irányú kötelezettségek annyira lefoglalták minden idejét, hogy egy idő után szakítani volt kénytelen vele, hogy a festészetre is maradjon ideje. 1936-ban ő volt a tizedik aláírója Tamkó Sirató Károly Dimenzionista manifesztumának. Az 1937-es párizsi világkiállításra férjével együtt hatalmas méretű kompozíciókat készítettek a légi és a vasúti pavilonok számára. 
A második világháborús évek és Robert Delaunay 1941-ben bekövetkezett halála után részt vett a „Salon des Réalités Nouvelles” alapításában Párizsban, ami az absztrakt festészet összességének bemutatását tűzte ki célul (ez még Robert Delaunay ötlete volt). 1964-ben retrospektív kiállítása volt a Louvre-ban, ő volt az első élő női képzőművész, akinek ilyen kiállítást rendezett a nagyhírű intézmény. 1975-ben is hatalmas retrospektív kiállítást rendeztek műveiből, és megkapta a Francia Becsületrendet. 1979-ben hunyt el Párizsban.